# Kenny Stafford

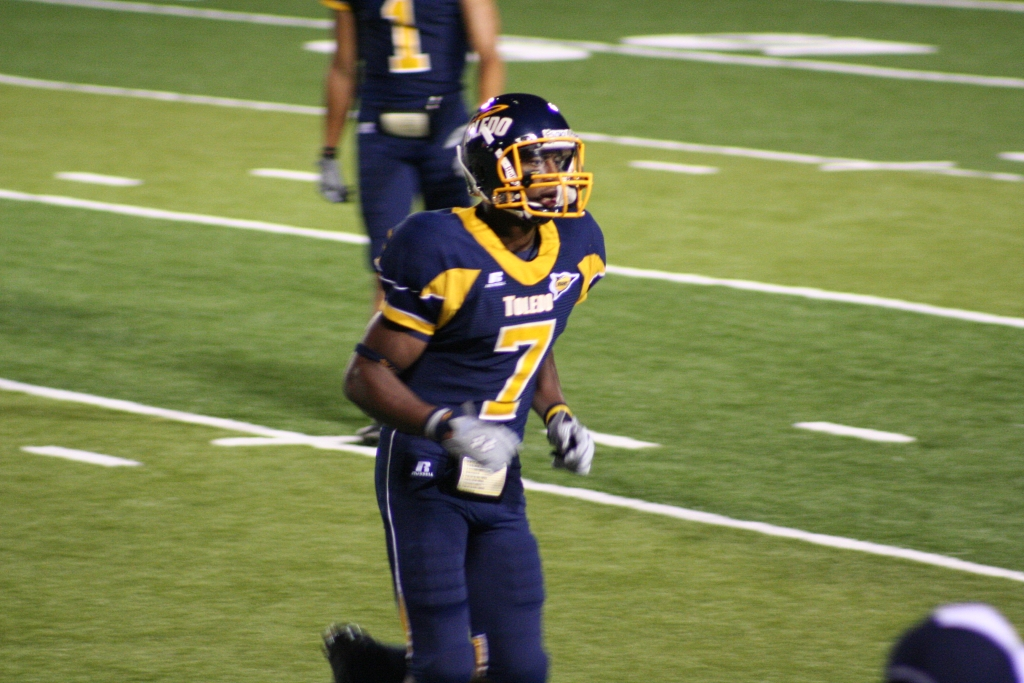
Stafford (2008)

Kenny Stafford (* 20. April 1990 in Columbus, Ohio) ist ein US-amerikanischer American-Football-, Arena-Football- und Canadian-Football-Spieler. Er spielte zuletzt auf der Position des Wide Receivers bei den Saskatchewan Roughriders in der Canadian Football League (CFL).

## Karriere
Stafford spielte College Football an der University of Toledo für deren Footballteam, die Toledo Rockets. Er erzielte in vier Jahren 906 gefangene Yards und acht Touchdowns durch 59 gefangene Pässe. Im Anschluss verpflichteten ihn die Atlanta Falcons, entließen ihn jedoch noch vor Beginn der Saison. Er spielte daraufhin für die Pittsburgh Power aus der Arena Football League und verbrachte Zeit bei den Montreal Alouettes aus der CFL. Am 19. Juli 2013 verpflichteten ihn die Miami Dolphins. Am 23. August 2013 wurde er von den Dolphins entlassen. Im Anschluss ging er erneut in die CFL um bei den Calgary Stampeders zu spielen. In der darauffolgenden Saison spielte er bei den Montreal Alouettes. Zur Saison 2015 wurde Stafford für Fred Stamps von den Alouettes zu den Edmonton Eskimos getauscht. In dieser Saison erzielte er 732 erfangene Yards und neun Touchdowns. Er gewann mit den Eskimos der 103rd Grey Cup, entschied sich aber nach der Saison in die Free Agency zu gehen. Er Unterschrieb daraufhin erneut bei den Alouettes, von denen er jedoch spät in der Saison 2016 entlassen wurde. Die Blue Bombers verpflichteten ihn zur Saison 2017, entließen ihn jedoch zum Ende der Training Camps. Die Eskimos verpflichteten Stafford daraufhin. Für diese fing er 20 Pässe für 265 Yards und zwei Touchdowns. Am 1. Februar 2018 erhielt er einen neuen Vertrag über ein Jahr bei Edmonton. Im Februar 2019 verlängerten die Eskimos Staffords Vertrag bis zur Saison 2020. Er fing 30 Pässe für 366 Yards und zwei Touchdowns, ehe er im August 2019 für Christion Jones zu den Saskatchewan Roughriders getradet wurde. Am 20. Januar 2021 wurde Stafford entlassen. Im Juni 2021 verpflichtete Edmonton, nun als Edmonton Elks auftretend, Stafford, entließen ihn aber bereits einen Monat später. Am 13. September 2021 nahmen die Ottawa RedBlacks Stafford unter Vertrag. Er fing 17 von 25 Pässen für 242 Yards und drei Touchdowns. Im Januar 2022 wurde er entlassen.

## Persönliches
Stafford ist der Neffe des Hall-of-Fame-Receivers Cris Carter. Er spielte 2014 und 2016 in Montreal mit seinem Cousin Duron Carter.